# Jan Płachta
Jan Płachta (zm. 22 września 1939 w Złoczowie) – polski urzędnik w okresie II Rzeczypospolitej, działał społecznie.

## Życiorys
W latach 1922–1923 był Komendantem Okręgu Związku Strzeleckiego na Wołyniu. 9 lutego 1931 w Złoczowie podczas Walnego Zgromadzenia delegatów oddziału Związku Strzeleckiego powiatu złoczowskiego został wybrany przewodniczącym nowego zarządu.
Do listopada 1926 pełnił funkcję starosty w Dubnie, przeniesiony do Starostwa w Zdołbunowie, na stanowisko starosty. Od 20 czerwca 1929 był starostą powiatowym buczackim. Przed 1 lipca 1930 Minister Spraw Wewnętrznych zamianował jego starostą powiatowym złoczowskim (pracował tutaj w 1931–1938). W lipcu 1937 rozpoczął urlop wypoczynkowy. W 1937 pełnił funkcję starosty powiatu czortkowskiego drogą zamiany urzędów z dotychczasowym starostą dr. Janem Kaczkowskim.
W nocy z 21 na 22 września 1939 roku na zamku w Złoczowie starosta Jan Płachta był jednym z 10 Polaków rozstrzelanych przez NKWD.

## Ordery i odznaczenia
- Złoty Krzyż Zasługi (9 listopada 1931)[14]